# Mieczysław Drobner

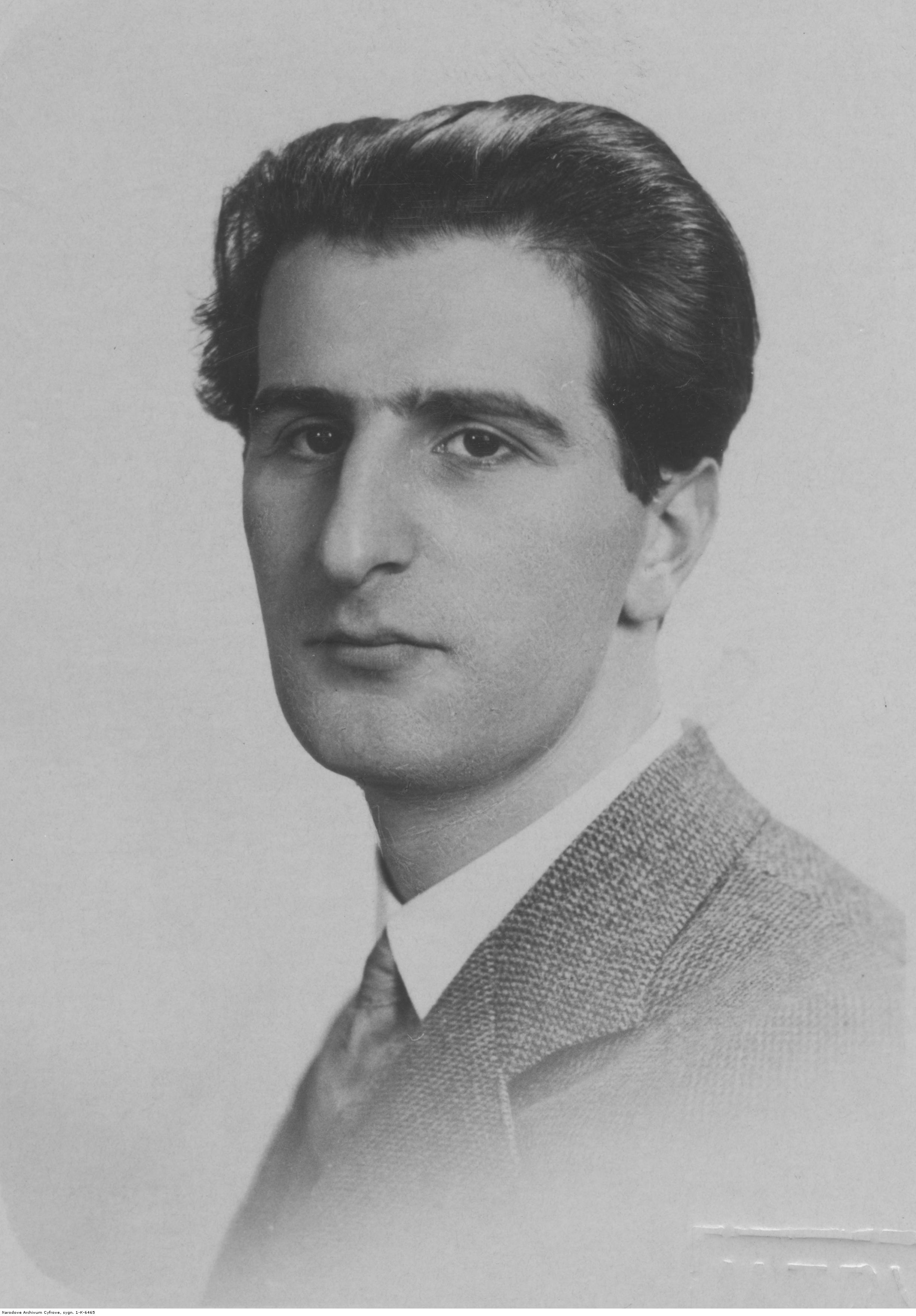
Mieczysław Drobner (zw. 1930 und 1935)

Mieczysław Drobner (* 3. November 1912 in Krakau; † 17. März 1986 in Łódź) war ein polnischer Komponist, Dirigent, Musikwissenschaftler und -pädagoge.
Mieczysław Drobner war Sohn des sozialistischen Politikers Bolesław Drobner.
Drobner studierte bis 1933 am Konservatorium der Musikgesellschaft in Krakau Komposition bei Bolesław Wallek-Walewski und Dirigieren bei Zbigniew Dymmek. Er setzte seine Ausbildung 1933–35 bei Joseph Marx in Wien fort und studierte schließlich bis 1937 an der Jagiellonen-Universität Musikwissenschaft bei Zdzisław Jachimecki.
Von 1931 bis 1939 war er Dirigent an der Krakauer Oper, von 1944 bis 1946 Direktor der Abteilung Musik im Ministerium für Kultur und Kunst. Von 1946 bis 1954 unterrichtete er am Staatlichen Musikkonservatorium  Łódź und war dort ab 1949 Vizerektor und ab 1954 Rektor. Daneben leitete er in dieser Zeit die Musikabteilung des Radiosenders  Łódź und war Mitbegründer des von Henryk Debich geleiteten Rundfunkorchesters.
Mit Władysław Raczkowski und Kazimierz Sikorski  gründete er 1954 den Verein der Freunde der Oper, der die Oper von Łódź gründete. Bis 1956 war er deren erster künstlerischer Leiter. Von 1958 bis 1961 war er Direktor des Städtischen Musiktheaters in Krakau, und 1958–78 lehrte er an der Staatlichen Musikhochschule Krakau, ab 1971 als Professor. In den Jahren 1969 bis 1972 war er Dekan der Fakultät für Theorie, Komposition und Dirigieren an der Jagiellonen-Universität, ab 1961 leitete er die Abteilung Musikakustik. Mit Stanislaw Golchowski verfasste er die Bücher Akustyka muzyczna (Krakau 1935) und Instrumentoznawstwo i akustyka (Krakau 1960).
Drobner wurde vielfach ausgezeichnet, u. a. mit dem Silbernen und Goldenen Verdienstkreuz der Republik Polen (1945 bzw. 1952), dem Ritter- und dem Offizierskreuz des Orden Polonia Restituta (1956 bzw. 1964) und dem Preis des Ministers für Kultur und Kunst zweiten Grades (1969).

## Werke
- Sonata na fortepian nr 1 (1931)
- Koncert fortepianowy (1932)
- Dies irae, Kantate für Solostimmen, Chor und Orchester (1933)
- Wariacje für Klavier solo (1933)
- Sonata na fortepian nr 2 (1933)
- Bajka für vierstimmigen Männerchor a cappella (1934)
- Bunt szyn für vierstimmigen Männerchor a cappella (1936)
- Dwie kołysanki für Sopran und Klavier (1942)
- Kołysanka czasu niespokojnego für Sopran und Klavier (1942)
- Wspomnienia o kobietach-żołnierzach, Liederzyklus nach Worten von Halina Bielakowa (1942)
- Marcia di bravura für Klavier solo (1943)
- Rapsodia für Violine und Klavier (1943)
- Śpiewający zwierzyniec, Kinderlieder (1947)
- Rozśpiewany ogródek, Kinderlieder (1947)
- Farfurka Królowej Bony, musikalische Darbietung für junge Leute (1948)
- Ulica mistrzów zegarmistrzów für Klavier solo (1952)
- Kołysanka czasu spokojnego für Sopran und Klavier (1952)
- Divertimento für Klavier solo (1953)
- Concertino für Klavier und Sinfonieorchester (1960)
- Jak trudno być królową, Vaudeville in drei Akten für Jugendliche (1968)
- Passacaglia für Klavier solo (1968)
- Etiuda für sechsstimmigen gemischen Chor a cappella (1969)
- Rondo für Frauen- oder Knabenchor a cappella (1969)
- Concertino per la schola musicale (1973)
- Smuga cienia für Sopran oder Tenor und Klavier (1973)
- Pokój! für Männerchor a cappella (1973)
- Pionierom für Männerchor a cappella (1973)
- O radości für Männerchor a cappella (1973)
- Zwierzęta i zwierzątka, Kinderstücke für Klavier zu vier Händen (1973)
- Dziura w moście, sechs Kinderlieder (1975)